# 銅山区
銅山区（どうざん-く）は中華人民共和国江蘇省徐州市に位置する市轄区。

## 歴史
1733年（雍正11年）、清朝により銅山県が設置された。2010年9月に市轄区に改編され、銅山区と改称された。

## 行政区画
- 街道：三河尖街道、張双楼街道、垞城街道、張集街道、利国街道、電廠街道、銅山街道、沿湖街道、新区街道、三堡街道
- 鎮：何橋鎮、黄集鎮、馬坡鎮、鄭集鎮、柳新鎮、劉集鎮、大彭鎮、漢王鎮、棠張鎮、張集鎮、房村鎮、伊荘鎮、単集鎮、利国鎮、大許鎮、茅村鎮、柳泉鎮